# 5:2輕斷食
5:2輕斷食，為一禮拜中選擇兩天(必須不連續)嚴格控制卡路里攝取，而其他五天則正常飲食。這是一種源自於英國的間歇性斷食法，如今在美國、歐洲各地皆開始流行。

## 簡介
5:2輕斷食的特色是在一周中不連續的2天採取低卡路里飲食，而在其餘5天則不特別控制。
運用兩日的少量攝取飲食來平衡一週的總熱量攝取，並降低將胃口撐大的機率，同時在輕斷食日練習選擇低熱量食物與計算分量，也讓低熱量飲食攝取的概念、執行方式慢慢地成為生活中的一部分，漸漸養成低熱量攝取的習慣。這樣的方式同時也符合不勉強自己過度克制吃東西的慾望，在輕斷食日，遇到真的非常想吃的食物，只要想著明天就可以吃，心裡會比較能平衡也輕鬆。

## 研究證據
目前有關5:2輕斷食的研究非常有限，效果與安全性有待研究。根據NHS choice建議執行5:2輕斷食前可先詢問醫師，因為禁食非完全安全的。

## 不宜實施輕斷食者
- 癌症、三高、慢性腎臟病患者。
- 長期服用藥物者。
- 痛風與營養不良水腫者。
- 肥胖、虛弱；體重過輕或過重者。
- 成長發育中的孩子。
- 孕婦、生理期。
- 抑鬱症者